# Pantanelli

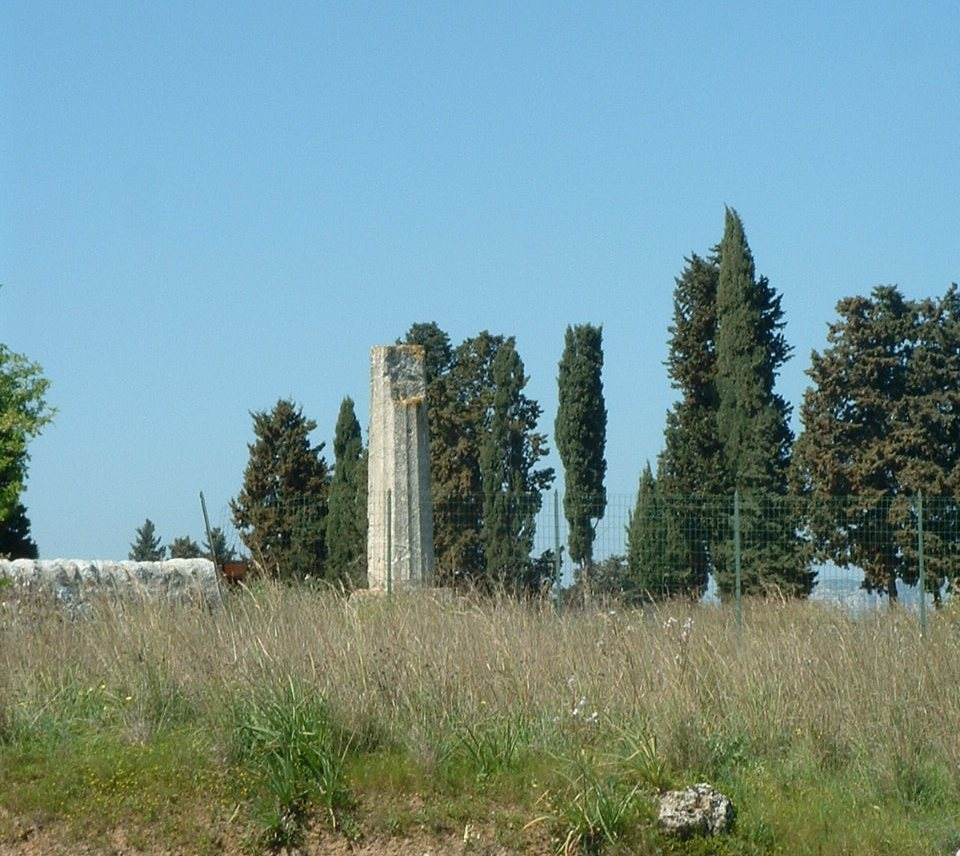
Il tempio di Giove Olimpio, il monumento più importante della zona.

Pantanelli (Pantaneddi in dialetto siracusano) è una zona a sud ovest di Siracusa. Il nome richiama quello dei pantani poiché essa è da sempre interessata dalla presenza di paludi ricche di acqua: secondo Stefano di Bisanzio il nome Siracusa deriverebbe proprio da una palude dei Pantanelli, che in lingua sicula si appellava Syraka.
Vi sfociano i fiumi Anapo e Ciane insieme ad alcuni canali secondari che gettano le proprie acque nel porto grande. In epoca greca la zona era conosciuta come Lisimelia, e qui sorgevano la Polycne (un quartiere residenziale distaccato dalla città) e il tempio di Giove, popolarmente conosciuto come i ru colonne ("le due colonne"); essa è inoltre nota per il combattimento di molte battaglie, la più celebre quella contro gli ateniesi. 
Proprio per il fatto di essere stata sempre un'area paludosa, non è stata mai urbanizzata anche se non mancano le case sparse. Vi si trova anche un centro commerciale, un centro sportivo e un'area artigianale che ha la sua continuazione in quella della limitrofa zona umbertina. In passato una centrale del latte e uno stabilimento di produzione della Coca-Cola, poi assorbita dalla zona industriale di Catania; per questo motivo i siracusani più avanti con gli anni si riferiscono a contrada Pantanelli con l'appellativo di "strada della Coca-Cola". 

## Infrastrutture e trasporti
Sebbene la zona è attraversata dalla ferrovia Siracusa-Gela-Canicattì e dalla diramazione della ferrovia Messina-Siracusa, non ha stazioni ma solo uno scalo merci inaugurato tra la fine degli anni novanta e l'inizio dei duemila attualmente sottoutilizzato. Dalla parte opposta della ferrovia, c'è l'imbocco del tunnel di attraversamento ferroviario di Siracusa con sbocco a nord in prossimità della stazione di Targia. Fino al 1956 è stata servita anche dalla ferrovia Siracusa-Ragusa-Vizzini e dalla più vicina stazione di Cifali.
Pantanelli è raggiungibile dallo svincolo autostradale di Canicattini Bagni, nonché dalla storica via Elorina e quindi dalla SS115, e dalla SP14 meglio conosciuta come "strada maremonti".

## Sport
Ancora prima del suddetto centro sportivo, utilizzato in primis dal Pantanelli Sport (società di puro settore giovanile) insieme al Siracusa e alle squadre avversarie in trasferta per gli allenamenti, Pantanelli ha già avuto rilevanza sportiva grazie al Circuito e al Gran Premio di Siracusa. 